# Плоткін Семен Григорович
Семен Григорович Плоткін (пом. 1942) — радянський партійний та державний діяч, голова Мелітопольського міськвиконкому (1936—1937), заступник директора заводу ім. Воровського (до 1941).

## Біографія
Партійна кар'єра Семена Плоткіна розвивалася нерівно. Його виключили з партії, перевіряючи сигнал про його минулу приналежність до комсомольців-троцькістів, але потім знову відновили. У 1935 році він був покараний «суворою доганою з останнім попередженням» «за притуплення класової пильності» через те, що Григорій Шнейдер півроку пропрацював у міськвиконкомі технічним секретарем по чужому партквитку.
Тим не менш, у 1936 році Семен Плоткін був обраний головою Мелітопольського міськвиконкому. Але вже в 1937 він був знятий з посади.
Плоткін був звинувачений у розтраті державних коштів на ремонт квартир ворогів народу та своєї власної, провалі підготовки до виборів до Верховної Ради, ігноруванні оборонно-масової роботи в місті, культивуванні підлабузництва та прийнятті в подарунок «вічнопишучих ручок і чорнильних приладів». Наприкінці грудня 1937 Плоткін був виключений з партії, а в лютому 1938 засуджений до 3 років в'язниці.
Незабаром справу Плоткіна було переглянуто, і вирок замінено на рік примусових робіт. Плоткін був відновлений у партії, але йому було винесено нову сувору догану. Пізніше її, ймовірно, зняли.
Звільнившись із в'язниці, Плоткін став заступником директора заводу ім. Воровського. Влітку 1941 він організовував евакуацію заводу, а потім пішов на фронт.
8 березня 1942 року він загинув у бою. За спогадами М. П. Горського, це сталося під Ростовом-на-Дону, де С. Г. Плоткін командував танковою ротою.